# Schwarzrückenwachtel
Die Schwarzrückenwachtel (Odontophorus melanonotus) ist eine wenig erforschte Vogelart aus der Familie der Zahnwachteln (Odontophoridae). Sie kommt in Ecuador und in Kolumbien vor.

## Merkmale
Die Schwarzrückenwachtel erreicht eine Größe von 24 bis 27 cm. Das Gewicht der Männchen liegt bei 226 Gramm, das der Weibchen bei 220 Gramm. Das Gefieder ist überwiegend bräunlich-schwarz gefärbt. Kehle und Brust sind rötlich kastanienfarben. Zum Bauch hin wird die Färbung dunkler. Um die Iris ist ein bräunlich-schwarzer Augenring. Scheitel, Kopfseiten, Rücken, Bürzel und Bauch sind bräunlich-schwarz mit einer feinen kastanienfarbenen Wellenzeichnung. Der Schnabel ist schwarz, die Beine sind bräunlich-schwarz. Die Geschlechter sehen gleich aus. Die immaturen Vögel sind stumpf-braun mit einem rötlichen Schnabel und grünlich-grauen Beinen. Die Lautäußerungen bestehen aus einem lauten dreiphasigen Gesang, der häufig vom gesamten Familienverband vorgetragen wird. 

## Lebensraum und Vorkommen

Verbreitungsgebiet der Schwarzrückenwachtel (grün)

Die Schwarzrückenwachtel bewohnt subtropische Regenwälder in Höhenlagen zwischen 1.100 und 1.900 m. Das Verbreitungsgebiet erstreckt sich auf die Regionen Esmeraldas, Carchi, Imbabura, Pichincha und Cotopaxi im nordwestlichen Ecuador und auf Nariño im südwestlichen Kolumbien.

## Lebensweise
Die Lebensweise der Schwarzrückenwachtel ist noch nicht hinreichend erforscht. Vermutlich verlässt sie den dichten Wald, wenn sie auf Nahrungssuche geht. Nachweise gibt es auch aus sekundären Wäldern mit dichtem Unterholz sowie aus relativ offenen Laubwaldflächen an Steilhängen. Gewöhnlich ist die Schwarzrückenwachtel in Gruppen von zwei bis zehn Individuen zu beobachten. Frisch geschlüpfte Junge wurden zwischen Juli und August beobachtet. Die Nahrung besteht aus Wirbellosen und Früchten.

## Status
Die IUCN stuft die Art in die Kategorie „gefährdet“ (vulnerable) ein. Lebensraumzerstörung durch Entwaldung sowie die Jagd für den Nahrungserwerb stellen die größte Gefahr für die Schwarzrückenwachtel dar. Der Bestand wird auf 10.000 bis 20.000 Exemplare geschätzt.